# Rhynchospora mexicana
Rhynchospora mexicana är en halvgräsart som först beskrevs av Frederik Michael Liebmann, och fick sitt nu gällande namn av Ernst Gottlieb von Steudel. Rhynchospora mexicana ingår i släktet småag, och familjen halvgräs. Inga underarter finns listade i Catalogue of Life.